# Cristina Nombela Otero
Cristina Nombela Otero (Cartagena, 1978) és una investigadora, neurocientífica i professora universitària espanyola.
Doctorada en neurociència per la Universitat de Múrcia, ha centrat la seva investigació en les malalties neurodegeneratives. Concretament, les seves línies de recerca se centren en les alteracions cognitives derivades de la malaltia de Parkinson, tema que ha pogut treballar en diferents centres com ara la Universitat de Cambridge, la Universitat Politècnica de Cartagena o la Universitat de Múrcia. Nombela treballa com a investigadora a la Facultat de Psicologia de la Universitat Autònoma de Madrid.
En un intent de visibilitzar el treball de les dones que van treballar amb Santiago Ramón y Cajal, Nombela és coautora de l'article «Las científicas "invisibles" de la escuela de Cajal» (2022), un treball publicat conjuntament amb Elena Giné i Fernando de Castro Soubriet, científic del Consell Superior d'Investigacions Científiques i net del col·laborador homònim de Ramón y Cajal. "Relato de un descubrimiento: Las mujeres en la escuela de Cajal" és també el títol d'una de les ponències on Nombela rebat la idea que sempre s'ha pensat que l'escola de Cajal estava formada per homes, però buscant als documents de Cajal i en les memòries es pot veure com descriu qui ha estat part de la seva escola, anomenant alumnes d'elit que han superat el seu mestre, entre els quals ja es poden trobar algunes dones que havien passat absolutament desapercebudes.